# Bell Syndicate
Le Bell Syndicate, lancé en 1916 par l'éditeur John Neville Wheeler, est un syndicate d'actualité américain qui distribue des chroniques, des reportages et des bandes dessinées aux journaux de l'Amérique du Nord. Il était situé à New York au 247 West 43rd Street et plus tard au 229 West 43rd Street. Il a également réimprimé des bandes dessinées sous forme de livre.  

## Historique
En 1913, alors qu'il travaille comme rédacteur sportif pour le New York Herald, Wheeler fonde le Wheeler Syndicate qui vise à distribuer des reportages sportifs aux journaux des États-Unis et du Canada. La même année, le Wheeler Syndicate passe un contrat avec Bud Fisher et Fontaine Fox afin de distribuer leur travail. Le journaliste Richard Harding Davis, correspondant de guerre en Belgique, rend compte des premières actions sur le champ de bataille, ce qui transforme l'entreprise en agence d'actualités généralistes. En 1916, le Wheeler Syndicate est acheté par le McClure Syndicate (en). 
Immédiatement après la vente du Wheeler Syndicate, John Neville Wheeler fonde le Bell Syndicate, qui a rapidement attiré Fisher, Fox et d'autres caricaturistes. 
Au printemps 1920, le Syndicat de Bell acquiert le Metropolitan Newspaper Service (en) et en fait une filiale distincte de l'entreprise. En mars 1930, United Feature Syndicate rachète MNS au Bell Syndicate,.   
En 1924, Wheeler devient rédacteur en chef du magazine Liberty et a occupé ce poste tout en continuant à diriger l'agence de presse. 
En 1930, il devient directeur général de la North American Newspaper Alliance (en) (NANA), créée en 1922 par 50 grands journaux aux États-Unis et au Canada. Les deux syndicates fusionnent, formant la Bell Syndicate-North American Newspaper Alliance. La même année, Bell acquiert Associated Newspapers (en). 
En 1933, au moment où le concept de bandes dessinées prenait son envol, Eastern Color Printing publie Funnies on Parade, qui réimprime en couleur plusieurs bandes dessinées sous licence du Bell-McClure Syndicate, du Ledger Syndicate et du McNaught Syndicate. L'entreprise en tire 10 000 exemplaires,. 
Un article paru en avril 1933 dans Fortune décrivait les quatre grands syndicats américains comme United Feature Syndicate, King Features Syndicate, Chicago Tribune Syndicate (en) et Bell-McClure Syndicate.  
La Bell Syndicate-North American Newspaper Alliance acquiert le McClure Newspaper Syndicate en septembre 1952. 
En 1964, la société d'édition et de médias Koster ‐ Dana Corporation est considérée comme contrôlant à la fois la North American Newspaper Alliance et le Bell ‐ McClure Syndicate. 
En 1972, United Features Syndicate acquiert NANA / Bell-McClure.  